# Station Czarne
Station Czarne is een spoorwegstation in de Poolse plaats Czarne.